# جان کانیرز
جان کانیرز (به انگلیسی: John Conyers) (زاده ۱۶ مه ۱۹۲۹ – درگذشته ۲۷ اکتبر ۲۰۱۹) نمایندهٔ حوزه انتخابیه سیزدهم میشیگان از حزب دموکرات ایالات متحده آمریکا در مجلس نمایندگان ایالات متحده آمریکا است که برای نخستین‌بار در ۳ ژانویه ۱۹۶۵ میلادی به‌عضویت این مجلس درآمد  و تا ۵ دسامبر ۲۰۱۷ در این سمت حضور داشت. در دسامبر ۲۰۱۷ رسانه‌ها گزارش کردند او از سمت خود استعفا می‌دهد.